# Cesare Perdisa
Cesare Perdisa (21 de outubro de 1932 – 10 de maio de 1998) foi um automobilista italiano.
Perdisa participou de 7 Grandes Prêmios de Fórmula 1 de 1955 até 1957.